# Hartschier
Los Hartschiere (de forma singular: Hartschier) eran tropas de la Guardia Real de Baviera antes de 1918, era una unidad militar histórica del antiguo ducado y el posterior electorado y, finalmente, el Reino de Baviera.

## Historia
Según Meyers Konversations-Lexikon, la germanización de la palabra Hartschier originalmente es un derivado de la palabra italiana arciere para arquero, pero también puede ser posible que  tenga raíces del español, porque el duque bávaro Guillermo IV recibió una compañía de arqueros españoles de Carlos I de España y fueron añadidos a la guardia de la corte bávara. El 13 de abril de 1669, Fernando María transformó esta unidad en el Hartschier-Garde. El nombre de una unidad austriaca equivalente de la anterior, es la k.u.k. Arcièren-Leibgarde, que suena similar.
La tropa de guardia de palacio bávara, más tarde llamada Königlich-Bayerische Leibgarde der Hartschier (L.G.H.), se usó sólo ceremonialmente y no en funciones militares convencionales. En relación con los asuntos militares, el Comando del Leibgarde der Hartschiere estaba directamente subordinado al Ministerio del Ejército. En contraste, el Leibgarde der Hartschiere por sí mismo estaba subordinado, en lo que respecta a los asuntos civiles y penales justiciables, al Comando General en Múnich como las otras ramas militares. Además del Hartschiere, los reyes de Baviera tuvieron un regimiento de casa real desde el fin de las Guerras napoleónicas hasta la caída del reino después de la Primera Guerra Mundial, el regimiento real de guardias de Infantería (Königlich Bayerisches Infanterie-Leib-Regiment).
La entrada a esta Guardia era sólo posible para soldados de impecable carácter y conducta. El comandante de la tropa Hartschier tuvo el título Generalkapitän (véase también Capitán General), asociado con el más alto rango de clase en el Hofrangordnung (orden de precedencia de la corte). Esté era nombrado personalmente por el rey.
En 1852 los Hartschiere obtuvieron nuevos uniformes con chalecos blancos sobre sus chaquetas y cascos en lugar de las antiguas gorras, hechas de estaño niquelado y latón dorado. La placa dorada del casco mostraba los escudos reales y en la parte superior del casco había una figura dorada de león. El casco se usó con el león para el servicio normal, que fue reemplazado por una pluma de crin blanca en ocasiones de gala. Los cascos más viejos tenían obviamente figuras de águila de dos cabezas en la parte superior en vez del león. El remiendo bordado en el pecho del Hartschiere mostró una versión grande de la Orden de San Hubertus (Hubertusorden) con su lema "in trau vast" (significa: ser firme en fidelidad )). Los Hartschiere estuvieron armados con espadas y alabardas.
Con la ocasión del 200.º aniversario de la unidad, se entregó una medalla conmemorativa (2 Ducados) con un retrato de Luis II de Baviera en 1869.

## Imágenes
| Hartschiere                                                                                            | | | | | |
| [[File:Germany, Bavaria, 1835-37 (NYPL b14896507-1503843).tiff\|280px\|alt={{{Alt\|{{{descripción}}}]] | [[File:Germany, Bavaria, 1835-37 (NYPL b14896507-1503841).jpg\|270px\|alt={{{Alt\|{{{descripción}}}]] | [[File:Germany, Bavaria, 1845-50 (NYPL b14896507-1504008).tiff\|280px\|alt={{{Alt\|{{{descripción}}}]] | [[File:Germany, Bavaria, 1845-50 (NYPL b14896507-1504016).tiff\|280px\|alt={{{Alt\|{{{descripción}}}]] | [[File:Germany, Bavaria, 1845-50 (NYPL b14896507-1504014).tiff\|280px\|alt={{{Alt\|{{{descripción}}}]] | [[File:Germany, Bavaria, 1870-84 (NYPL b14896507-1504143).jpg\|280px\|alt={{{Alt\|{{{descripción}}}]] |
| Hartschier 1817.                                                                                       | Hartschier 1835-37.                                                                                   | Generalkapitän 1850.                                                                                   | Oficiales Hartschier 1850.                                                                             | Hartschier 1850.                                                                                       | Hartschier 1870.                                                                                      |

## Miembros notables
- Conde Maximilian Seyssel d'Aix, Generalkapitän de 1837 a 1845
- Barón Christian de Zweibrücken, Generalkapitän
- Barón Leonhard de Hohenhausen, Generalkapitän después 1861
- Siegmund von Pranckh, Generalkapitän después 1876
- Conde Maximilian de Verri della Bosia, Generalkapitän
- Félix Graf von Bothmer, último Generalkapitän de 1909 a 1918